# Nicola Pesaresi
Nicola Pesaresi, né le 11 février 1991 à Loreto en Italie, est un joueur italien de volley-ball. Il mesure 1,90 m et joue libero. Il est international italien.

## Clubs
| Club                | De        | À         |
| ------------------- | --------- | --------- |
| Volley Segrate 1978 | 2011-2012 | 2011-2012 |
| Blu Volley Vérone   | 2012-2013 | ...       |

## Palmarès
Néant.